# Swag (Gilby Clarke)
Swag è un album rock di Gilby Clarke del 2002.

## Tracce
1. Alien – 3:23
2. Under the Gun – 2:42
3. Crocodile Tears – 4:01
4. Broken Down Car – 2:48
5. Margarita – 3:00
6. I'm Nobody – 2:51
7. Judgement Day – 3:51
8. Beware of the Dog – 3:29
9. Heart of Chrome – 3:49
10. Warm Country Sun – 3:03
11. Diamond Dogs – 4:53